# Гарячий чи холодний
«Гарячий чи холодний» (англ. Hot or Cold) — американська короткометражна кінокомедія режисера Стівена Робертса 1928 року.

## У ролях
- Аль Ст. Джон
- Гарольд Гудвін
- Естель Бредлі
- Єва Тетчер
- Роберт Грейвз
- Аль Томпсон